# 雪梨 (欧洲植物)
Pyrus nivalis是薔薇科梨屬的一种落葉乔木，分佈於歐洲和土耳其。其採摘期在10月，但此時的果實乾澀難食，需要經歷後熟，到了11月底或12月才會變得鬆軟甘甜，所以在德语、英语中分别叫Schneebirne、snow pear，其种加词的意思也是雪。某些中文资料根据外文名称直译为“雪梨”，但此种并非东亚常见的水果雪梨。
Pyrus nivalis常與其他梨屬物種雜交，例如：Pyrus austriaca就是本物種與Pyrus pyraster的雜交種。

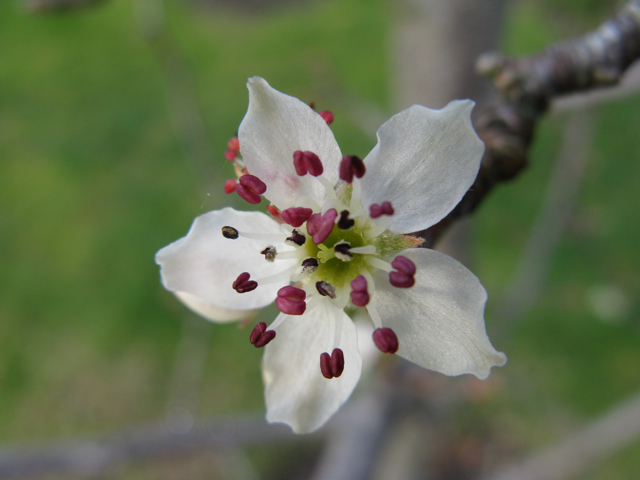
雪熟梨的花